# Plectorhinchus gibbosus
Plectorhinchus gibbosus és una espècie de peix de la família dels hemúlids i de l'ordre dels perciformes.

## Morfologia
Els mascles poden assolir els 75 cm de longitud total.

## Distribució geogràfica
Es troba des del Mar Roig fins a KwaZulu-Natal (Sud-àfrica), Madagascar, les Comores, Reunió, Golf d'Aden, Golf Pèrsic, Samoa, les Illes Ryukyu, Austràlia, les Illes Carolines i les Illes Mariannes.